# Alcácer do Sal
Alcácer do Sal (aɫ'kasɛɾ du saɫ) è un comune portoghese di 14 287 abitanti situato nel distretto di Setúbal.

## Toponimia
Durante l'Impero romano, la cittadina era conosciuta ufficialmente come Salacia (urbs Imperatoria), allora un posto strategico perché permetteva il trasporto delle merci (grano, olio e vino grazie al fiume Sado. L'uso di sale sembra spiegare parte del nome. Dall'VIII secolo, durante la dominazione maura sulla penisola iberica, portava il nome Al-Kasser Abu Danis (القصر أبي دانس) fino alla riconquista dal re Alfonso II con l'aiuto dei Crociati nel 1217.

## Società

### Evoluzione demografica
| Popolazione di Alcácer do Sal (1801-2004) | Popolazione di Alcácer do Sal (1801-2004) | Popolazione di Alcácer do Sal (1801-2004) | Popolazione di Alcácer do Sal (1801-2004) | Popolazione di Alcácer do Sal (1801-2004) | Popolazione di Alcácer do Sal (1801-2004) | Popolazione di Alcácer do Sal (1801-2004) | Popolazione di Alcácer do Sal (1801-2004) | Popolazione di Alcácer do Sal (1801-2004) |
| ----------------------------------------- | ----------------------------------------- | ----------------------------------------- | ----------------------------------------- | ----------------------------------------- | ----------------------------------------- | ----------------------------------------- | ----------------------------------------- | ----------------------------------------- |
| 1801                                      | 1849                                      | 1900                                      | 1930                                      | 1960                                      | 1981                                      | 1991                                      | 2001                                      | 2004                                      |
| 8253                                      | 7913                                      | 9606                                      | 17596                                     | 22167                                     | 16370                                     | 14512                                     | 14287                                     | 13624                                     |

## Freguesias
- Comporta
- Santa Maria do Castelo (Alcácer do Sal)
- Santa Susana
- Santiago (Alcácer do Sal)
- São Martinho
- Torrão